# Liste neuseeländischer Hörfunksender
Diese Liste neuseeländischer Hörfunkprogramme führt Hörfunkprogramme in Neuseeland auf, sortiert nach der Art ihres Betriebs. Es gibt den öffentlich-rechtlichen Hörfunk von Radio New Zealand, private Sender, Programme in maorischer Sprache und nichtkommerziellen Lokalfunk. Private Hörfunkprogramme werden wiederum nach Netzwerkgesellschaften und weitere einzelne Programme ohne Netzwerk gegliedert.

## Radio New Zealand
Radio New Zealand ist die öffentlich-rechtliche Hörfunkanstalt Neuseelands. Sie produziert zwei landesweite und ein internationales Hörfunkprogramm. Des Weiteren werden Debatten des neuseeländischen Parlaments über Mittelwelle übertragen.
- RNZ National – Information, Gespräch, Feature und Hörspiele, teilweise auch Musik
- RNZ Concert – klassische Musik, teilweise auch Jazz und Weltmusik
- AM Network Parliament – Übertragungen von Parlamentssitzungen
- RNZ International – Auslandsdienst, vorwiegend für die pazifische Region, auch in Landessprachen

## Private Hörfunkprogramme

### Media Works Radio
Mediaworks Radio produziert landesweite und regionale Hörfunkprogramme.

#### Landesweite Programme
- The Edge – aktuelle Popmusik für die 10- bis 29-Jährigen (Contemporary Hit Radio)
- The Rock – Rockmusik für die 20- bis 44-jährigen, vor allem männlichen Zuhörer
- The Sound – Oldies der 1960er und 1970er Jahre für die 40- bis 54-Jährigen
- Mai FM – urbane Musik für die unter 35-Jährigen
- George FM – Dance-Musik für die 25- bis 39-Jährigen
- More FM
- The Breeze - Easy Listening Musikprogramm für die 35- bis 54-jährigen weiblichen Zuhörer
- Magic[1]

#### Regionale und lokale Programme
- Radio Dunedin – Lokalsender für Dunedin
- Mt Hutt Radio

### NZME. Radio
NZME Radio (zuvor The Radio Network) produziert landesweite und regionale Hörfunkprogramme. NZME Radio gehört zu NZME. New Zealand Media and Entertainment und ist der ehemalige kommerzielle Arm von Radio New Zealand.
- Newstalk ZB – Information und Talk für die über 35-Jährigen
- The Hits – Musiksender (Adult-Contemporary-Format) für die 25- bis 55-Jährigen
- ZM – aktuelle Musik für die 18- bis 39-Jährigen
- Radio Hauraki – Classic Rock für die 25- bis 55-jährigen, meist männlichen Hörer, ehemaliger Piratensender im Hauraki Gulf
- Flava – Hip-Hop- und R'n'B-Musik; in Auckland, Whangārei, Hawkes Bay und Dunedin
- Coast – Oldies für die 40- bis 54-Jährigen
- Gold und Gold Sport
- Hokonui

### Rhema Media
Die Rhema Media produziert Hörfunkprogramme mit christlichen Inhalten.
- Life FM – für Jugendliche
- Rhema – Musik und Talk
- Star

### b.net
Programme der b.net Gruppe sind oder waren Studentenradios. Dieses Netzwerk ist vielmehr ein Verbund von eigenständigen Sendern, um die Werbezeitenvermarktung zu koordinieren sowie Ideen und Programme auszutauschen.
- bFM – Auckland
- Radio Control – Palmerston North
- The Most FM – Taranaki
- Radio Active – Wellington
- RDU – Christchurch
- Radio One – Dunedin

### Weitere Privatsender
- Base FM 107.3 – Auckland
- UGM – christlicher Sender in Matamata
- 1XX – Whakatane

## Iwi Sender in maorischer Sprache
Es gibt Radiosender, die in der Sprache Maori senden und gefördert werden.
- Radio o te Hiku o te Ika – Kaitaia
- Radio Tautoko – Mangamuka
- Radio Ngati Hine – Whangārei
- Nga Iwi FM – Paeroa
- Te Reo Irirangi o Maniapoto – Te Kuiti
- Te Reo Irirangi o Ngati Raukawa – Tokoroa
- Moana AM – Tauranga
- Whanau FM – Rotorua
- Te Reo Irirangi o te Manuka Tuatahi – Whakatane
- Turanga FM – Gisborne
- Radio Ngati Porou – Ruatoria
- Tuwharetoa – Turangi
- Te Korimako o Taranaki – New Plymouth
- Radio Kahungungu – Hawke’s Bay
- Te Reo Irirangi o Whanganui – Wanganui
- Kia Ora FM – Palmerston North
- Atiawa FM – Lower Hutt
- Te Upoko o te Ika – Wellington
- Tahu FM – Christchurch

## Nichtkommerzieller Lokalfunk
Es gibt in Neuseeland sogenannte Access oder Community Radios. Das sind Bürgerfunksender bzw. Offene Kanäle.
- Planet FM – Auckland
- Community Radio – Hamilton
- Radio Hawke’s Bay[2] – Hawke's Bay
- Arrow FM – Wairarapa
- Manawatū People's Radio[3] – Palmerston North
- Coast Access FM – Kapiti/Horowhenua
- Wellington Access Radio – Wellington
- Fresh FM – Tasman Bays
- Plains FM – Christchurch
- Hills AM – Dunedin
- Radio Southland – Invercargill.